# Inès Laklalech
Inès Laklalech, née le 30 octobre 1997 à Washington, D.C. aux États-Unis, est une golfeuse marocaine.

## Biographie
Inès Laklalech, née à Washington, D.C. le 30 octobre 1997, commence le golf à l'âge de 10 ans en suivant son père sur un parcours. Elle intègre la sélection nationale à l'âge de 12 ans. Après son baccalauréat, elle quitte le Maroc pour les États-Unis et l'université de Wake Forest qui lui permet de concilier études et pratique de son sport.
Au niveau amateur elle remporte quinze tournois. En 2019, elle termine deuxième du Belfius Ladies Open, un tournoi professionnel. Elle passe professionnelle en décembre 2021 après avoir obtenu sa carte pour participer au Ladies European Tour. En septembre 2022, elle remporte sa première victoire à ce niveau lors du Lacoste Ladies Open de France. Il s'agit de la première victoire d'une golfeuse marocaine sur une épreuve du circuit européen. En fin d'année, son résultat sur un tournoi de qualification lui permet d'intégrer le LPGA Tour en 2023.
Elle est nommée porte-drapeau de la délégation marocaine aux Jeux olympiques d'été de 2024 à Paris aux côtés du cavalier Yassine Rahmouni.

## Palmarès professionnel

### Ladies European Tour
- 2022 : Lacoste Ladies Open de France

## Palmarès amateur
- 2018 : The Arab Ladies Championship
- 2019 : Moroccan Championship
- 2020 : Grand Prix Mohammedia